# Bazaar
GNU Bazaar (kiedyś Bazaar-NG, komenda bzr) – rozproszony system kontroli wersji napisany w języku Python, sponsorowany przez firmę Canonical Ltd. Bazaar działa z wieloma systemami operacyjnymi, w tym: GNU/Linux, FreeBSD, MS Windows, OS X. Bazaar jest wolnym (od „wolność”) programem z otwartym kodem źródłowym. Został wydany na licencji GNU GPL i jest częścią Projektu GNU.

## Własności
Komendy w Bazaarze są podobne do komend z SVN czy CVS.
W przeciwieństwie do innych rozproszonych systemów kontroli wersji takich jak Git oraz Mercurial, Bazaar oferuje możliwość użycia scentralizowanego serwera.
Bazaar ma pełne wsparcie dla Unikodu.
Do numerowania rewizji Bazaar (podobnie jak w SVN, a w przeciwieństwie do Gita) używa kolejnych liczb naturalnych. Bazaar obsługuje operację zmiany nazwy pliku (inne systemy jak Mercurial operację zmiany nazwy widzą jak utworzenie nowego pliku i usunięcie starego).

## Hosting
Poniższe strony oferują darmowych hosting dla repozytoriów Bazaar:
- Launchpad
- GNU Savannah
- Sourceforge

## Użytkownicy
Poniższe projekty używają Bazaar jako systemu kontroli wersji:
- Ubuntu
- Armagetron Advanced
- GNU Mailman(inne języki)
- GNU PDF
- Inkscape
- MySQL
- Gnash
- Squid
- Stellarium